# Alberto De Agostini
Alberto Maria De Agostini (Pollone, 2 novembre 1883 – Torino, 25 dicembre 1960) è stato un presbitero, geografo, esploratore alpinista, cartografo, fotografo, etnologo, scrittore, cineasta e naturalista italiano, famoso per le sue esplorazioni della Patagonia e della Terra del Fuoco.

## Biografia
Nacque a Pollone il 2 novembre 1883 da Lorenzo e Caterina Antoniotti. Il fratello maggiore, Giovanni, fondò l'Istituto Geografico De Agostini di Novara.
Entrato in seminario giovanissimo nel 1909 venne ordinato sacerdote salesiano. Scelse di diventare missionario nelle zone meridionali dell'Argentina e del Cile, dove i salesiani fin dal 1875 operavano a favore degli ultimi indios delle etnie Alakaluf, Ona, Tehuelche e Yamana.
Le condizioni di vita della popolazione indigena erano pessime ed il loro numero si era di molto ridotto per le malattie e le violenze legate allo sfruttamento della zona da parte di grandi allevamenti di ovini e bovini rivolti all'economia di mercato. Arrivato in Sud America nel 1910, padre De Agostini tra il 1912 e il 1945 affiancò alla propria attività pastorale una lunga serie di viaggi esplorativi in Patagonia meridionale e nella Terra del Fuoco, avendo come base logistica Punta Arenas, sulla costa settentrionale dello Stretto di Magellano.

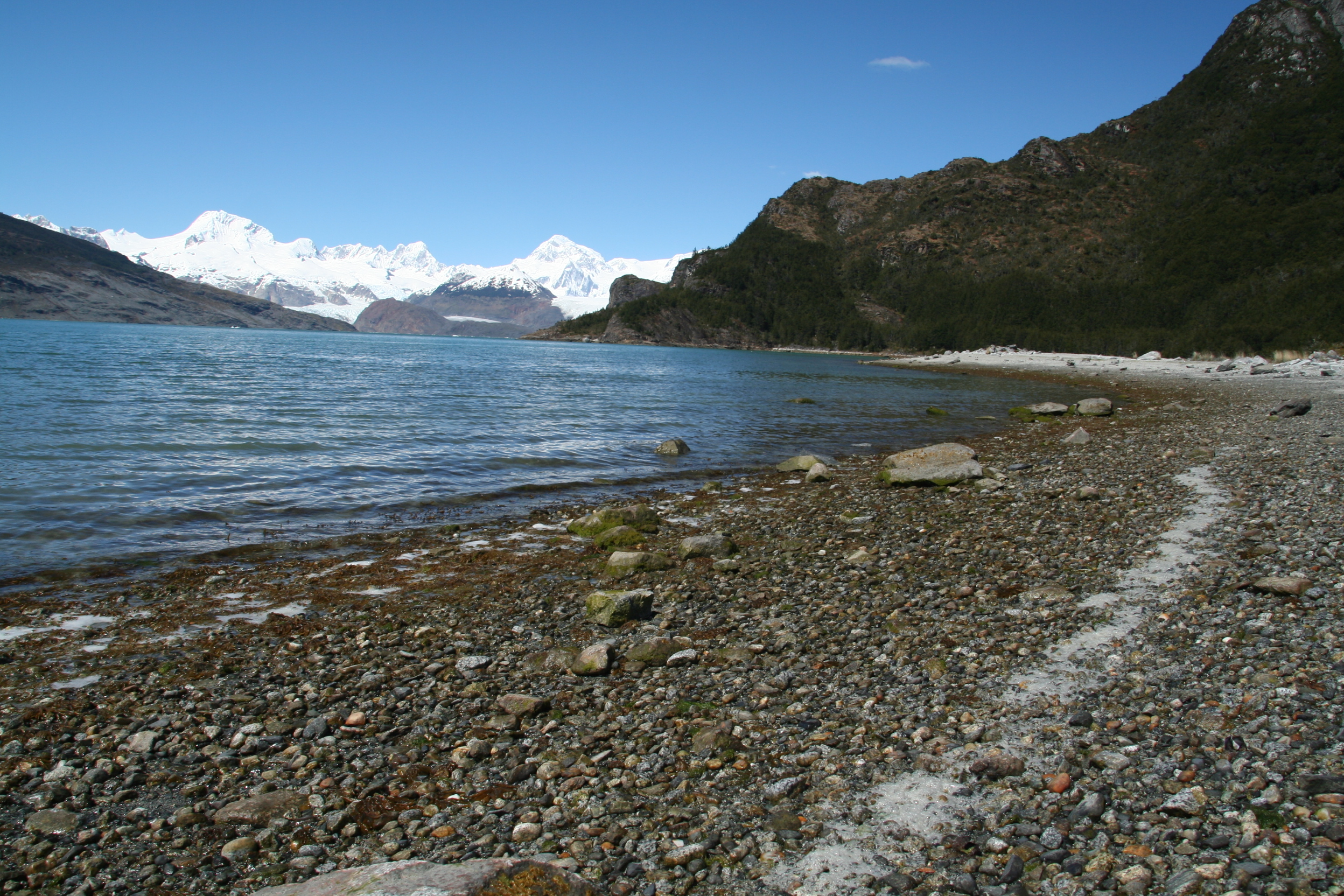
La Cordillera Darwin e il Ghiacciaio Marinelli, nel parco nazionale Alberto De Agostini

Dopo una lunga parentesi dedicata all'elaborazione dei materiali raccolti ed all'attività strettamente pastorale ritornò all'esplorazione e nel 1955 organizzò un'importante spedizione che portò alla conquista (da parte di Carlo Mauri e Clemente Maffei) del Monte Sarmiento.  Nel 1957 collaborò poi con la spedizione diretta da Guido Monzino che realizzò la prima salita del Cerro Paine Grande, una delle più importanti cime delle Ande patagoniche.
Tornato in Italia morì a Torino nel giorno di Natale del 1960 presso la casa madre dei salesiani.
Il Cile gli ha dedicato un grande parco nazionale nella Terra del Fuoco (effigie della cartamoneta da 10.000,00 pesos), una delle torri delle cime nel Torres del Paine e il nome di un fiordo lungo 35 km.

## Opere
Il frutto più noto dell'attività esplorativa di padre De Agostini furono varie opere divulgative nelle quali raccontò con efficacia i propri viaggi. Fu anche fotografo e autore di film documentari dedicati alle zone oggetto delle proprie esplorazioni. Il Museo Maggiorino Borgatello di Punta Arenas, il Museo Nazionale della Montagna Duca degli Abruzzi di Torino e la famiglia ne custodiscono la ricchissima collezione fotografica, editoriale e cartografica. Nel corso dei propri viaggi ebbe spesso occasione di cimentarsi con salite alpinistiche. La prima nel 1913 al monte Olivia, poi tante altre. La più nota delle quali è la prima ascensione al Monte San Lorenzo, in Patagonia, che data 1943. Realizzò inoltre un'accurata cartografia della Patagonia meridionale e della Terra del Fuoco colmando così varie lacune presenti nelle carte del tempo. Da ricordare infine il suo contributo alle scienze naturali e all'antropologia: raccolse minerali e fossili, contribuì alla classificazione di numerose specie vegetali, approfondì le conoscenze sulla morfologia glaciale delle zone esplorate e descrisse la vita e le tradizioni degli ultimi indigeni della Patagonia e della Terra del Fuoco. Nel 2016 il nipote Giovanni De Agostini ha fondato l'associazione Italgeo che conserva tutti i diritti cartografici e il libro Ande Patagoniche e oltre 3000 foto su vetro fatte da Alberto Maria De Agostini.

### Elenco delle opere
- I miei viaggi nella Terra del Fuoco, Paravia, Torino, 1928
- Ande Patagoniche - viaggi di esplorazione nella Cordigliera Patagonica australe , Milano, Soc. Geografica G.De Agostini, 1949
- Trenta anni nella Terra del Fuoco, SEI, Torino, 1955
- Sfingi di ghiaccio, Ilte, Torino, 1958.

Padre De Agostini produsse anche una grande quantità di articoli, pubblicati su varie riviste specializzate. Una scelta della sua vastissima produzione fotografica è stata raccolta su alcuni numeri dei Cahier Museomontagna, editi dal Museo Nazionale della Montagna Duca degli Abruzzi di Torino:

## Principali esplorazioni
- 1913: scopre il fiordo che oggi porta oggi il suo nome; tentativo di salita al Monte Sarmiento e conquista del Monte Oliva;
- 1915: viaggi al Capo Horn, alle isole Hermite e all'Isola degli Stati;
- 1916-1917: naviga attorno al massiccio del Balmaceda;
- 1928-1929: viaggi esplorativi lungo lo Stretto di Magellano e i fiordi Falcón e Eyre, escursioni nella zona del Cerro Paine;
- 1930-1932: con alcune guide alpine venute dall'Italia conquista il Monte Mayo e il Cerro Elettrico;  prima traversata assoluta della Cordigliera Patagonica centrale e dei suoi ghiacciai (Hielos Continentales);
- 1936-1938: esplorazione della zona del Monte San Lorenzo (la seconda vetta delle Ande patagoniche dopo il Fitz Roy), sorvolo aereo dei monti Balmaceda e Paine e delle montagne attorno al Lago Argentino;
- 1940: approfondisce l'esplorazione della zona del San Lorenzo e della Valle del Baker;
- 1943: il 17 dicembre conquista il Monte San Lorenzo con due guide alpine svizzere (Hemmi e Schmoll);
- 1955: organizza e partecipa ad una spedizione nella Terra del Fuoco composta da guide alpine, scienziati, militari cileni e da un cineoperatore, che esplora la zona del Monte Sarmiento e ne conquista la vetta.

## Filmografia
- Terre Magellaniche, 1933
- La processione di Fontanamora sui monti di Oropa, 1933
- Fin del Mundo, Massimo De Michelis con la collaborazione di Giovanni De Agostini, 2010
- Per questi stretti morire (Cartografia di una passione), di Giuseppe M. Gaudino e Isabella Sandri, 2010